# Триклопир
Триклопир — химическое соединение из группы пиридинкарбоновых кислот. Это пиридиновый аналог 2,4,5-трихлорфеноксиуксусной кислоты.

## Характеристики
Представляет собой белое твёрдое вещество, умеренно растворимое в воде. Устойчив по отношению к гидролизу.

## Синтез
Синтез триклопира начинается с пиридина, который хлорируется с образованием пентахлорпиридина. Атом хлора в пара-положении удаляется после реакции с гидразином. Получившейся 2,3,5,6-тетра-хлорпиридин реагирует с цианистым калием или цианистым натрием и триоксаном с образованием последнего промежуточного продукта, который карбоксилируется с соляной кислотой, превращаясь в триклопир.

## Использование
Триклопир используется в качестве активного ингредиента гербицидов. Он представляет собой системный селективный гербицид из класса аналогов растительных гормонов. Может применяться в качестве фунгицида.
Триклопир используется для контроля широколистных сорняков, в частности он эффективен против Бурды плющевидной, однако он безвреден для трав. Также он применяется для борьбы с ржавчинными заболеваниями культурных растений. Он эффективен против деревьев и используется для дефолиации.
Триклопир производится как в виде сложных эфиров, так и в виде солей аммония. Химически он очень схож с гербицидом 2,4,5-T, которому часто служит заменой из-за сильной токсичности последнего.

## Экология
В почве триклопир распадается с периодом полураспада от 30 до 90 дней. Один из продуктов его деградации, трихлорпиридинол, остаётся в почве вплоть до года. Триклопир быстро разлагается в воде. Он остается активным в гниющей растительности в течение 3-х месяцев.
Соединение слегка токсично для уток (ЛД50 = 1698 мг/кг) и перепелов (ЛД50 = 3000 мг/кг). Не токсично для пчёл и очень слабо токсично для рыб (Радужная форель LC50 (96 ч.) = 117 частей на миллион).

## Утверждение
Еврокомиссия включила триклопир  в качестве гербицида в список разрешенных средств защиты растений 1 июня 2007 года.
В ряде государств ЕС, в частности в Германии и в Швейцарии триклопир разрешён к использованию, однако он запрещён в Австрии.